# Brand UP
Brand UP (Urtyp Pilsener) is een Nederlands pilsbier.
Het bier werd gebrouwen in Wijlre, bij de Brand Bierbrouwerij. Het is een blond tot lichtblond bier met een alcoholpercentage van 5,5%. Brand UP is in 1952 ontwikkeld door Guus Brand, naar een recept uit het Tsjechische Pilsen van 1842. In de naoorlogse jaren wilde Brand een bier maken dat optimisme en geloof in de toekomst uitstraalde, het bier staat dus niet alleen voor Urtyp Pilsner, maar ook voor UPtimisme.
In 2002 verdween dit bier van de markt en werd vervangen door Brand Urtyp. In 2008 werd Brand UP weer geïntroduceerd en verdween Urtyp.
Brand UP heeft een sterkere hopbitterheid dan Brand Pilsener en een ingetogen bloemig en fruitig aroma.

## Onderscheidingen
- In 2009 kreeg Brand UP twee sterren op de Superior Taste Awards.
- In 2016 behaalde Brand UP 'Zilver' tijdens de Dutch Beer Challenge.

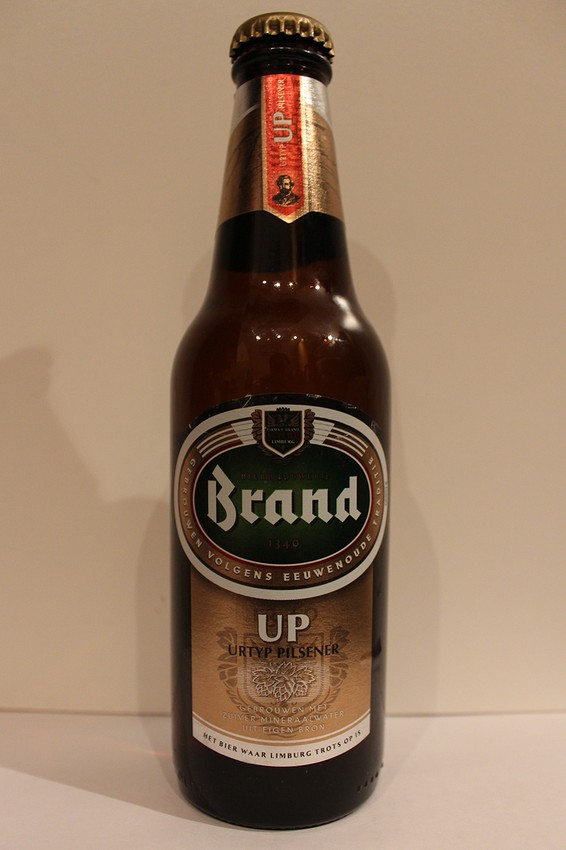
Brand UP in oude fles (tot 2014)